# Гострячка Венцеля
Гострячка Венцеля (Lophozia wenzelii) — вид печіночників порядку юнгерманіальних (Jungermanniales).

## Поширення
Батьківщиною є Європа, Азія, Північна Америка, субантарктичні острови.